# Konstantin von Koch
Konstantin von Koch, född 2 juni 1890 i dåvarande Proskurov, numera Chmelnytskyj i Ukraina, död 26 februari 1978 i Uleåborgs domkyrkoförsamling, var en ukrainsk-finsk officer och evangelisk-luthersk präst. 
von Koch föddes som  son till husaröversten Leopold Koch och dennes hustru Julia Karlovna Koch, född Sahlertz. Han gifte sig 1914 med Nadeschda Furseijew (1893–1975). I äktenskapet föddes tio barn, ett av dem avled efter födseln. Familjegraven finns på Brändö i Helsingfors. 
Han studerade vid kadettskolan i S:t Petersburg och tjänstgjorde efter examen som officer i tsarens flotta i Finland. Han arbetade som missionär från 1917. Mellan 1921 och 1955 arbetae von Koch för dåvarande ryska missionen, sedermera slaviska missionen (nuvarande Ljus i Öster). Mellan världskrigen stationerades han som missionär i Terijoki. Under 1940-talet missionerade han bland ryska krigsfångar i Finland. Efter andra världskriget flyttade han till Thisted i Danmark.  År 1949 prästvigdes han i Haderslevs domkyrka av biskop Noack, men von Koch valde att använda svensk-finsk prästdräkt, kaftan, inte dansk "præstekjole".
År 1956 bildade von Koch organisationen Nordisk östmission. Han fortsatte som missionär till 1975. Han ledde  bland annat bibelkurser för ortodoxa ukrainare i landsflykt. 
Han var redaktör för en ryskspråkig, andlig tidskrift 1921–1971 samt för den danska utgåvan av bladet Nordisk östmission 1967–1975.